# 玉城昌子
玉城 昌子（たましろ しょうこ、1979年6月11日 - ）は、沖縄県の元バスケットボール選手である。

## 人物
小学校でバスケを始め、高校は名門北中城高校に進学。同期の安谷屋陽子らとともにインターハイベスト8に貢献。
卒業後は三洋電機に入社するが、2000年に廃部となったため、日本体育大学に入学。
全日本インカレ3連覇を経験する一方で、国体沖縄選抜としても2001年の新世紀・みやぎ国体で安谷屋らとともに準優勝に貢献。2大会連続でユニバーシアード日本代表にも選ばれる。
卒業後、シャンソン化粧品に加入。1年目はシックスウーマン要因ながらWリーグ5年ぶりの優勝に貢献。2シーズン目はレギュラーシーズン9試合、プレーオフ4試合先発出場で連覇を達成するが、このシーズンを最後に引退。

## 経歴
- 北中城高校 - 三洋電機 - 日本体育大学 - シャンソン化粧品（2004年〜2006年）

## 日本代表歴
- 2001・2003ユニバーシアード